# Rio Behela
O Rio Behela é um rio da Romênia afluente do Rio Bega, localizado no distrito de Timiş.